# Dub (Ralská pahorkatina)
Dub (německy Eichberg, 458 m n. m.) je neovulkanický vrch v okrese Česká Lípa Libereckého kraje. Leží asi 2,5 km severně od Starých Splavů na katastrálním území města Doksy. Vrch vyčnívá z pískovcové plošiny Hradčanské pahorkatiny (geomorfologický podokrsek), jejímž je nejvyšším vrcholem. Stejný primát má i v nadřazené geomorfologické jednotce – okrsku Provodínská pahorkatina.

## Popis vrchu

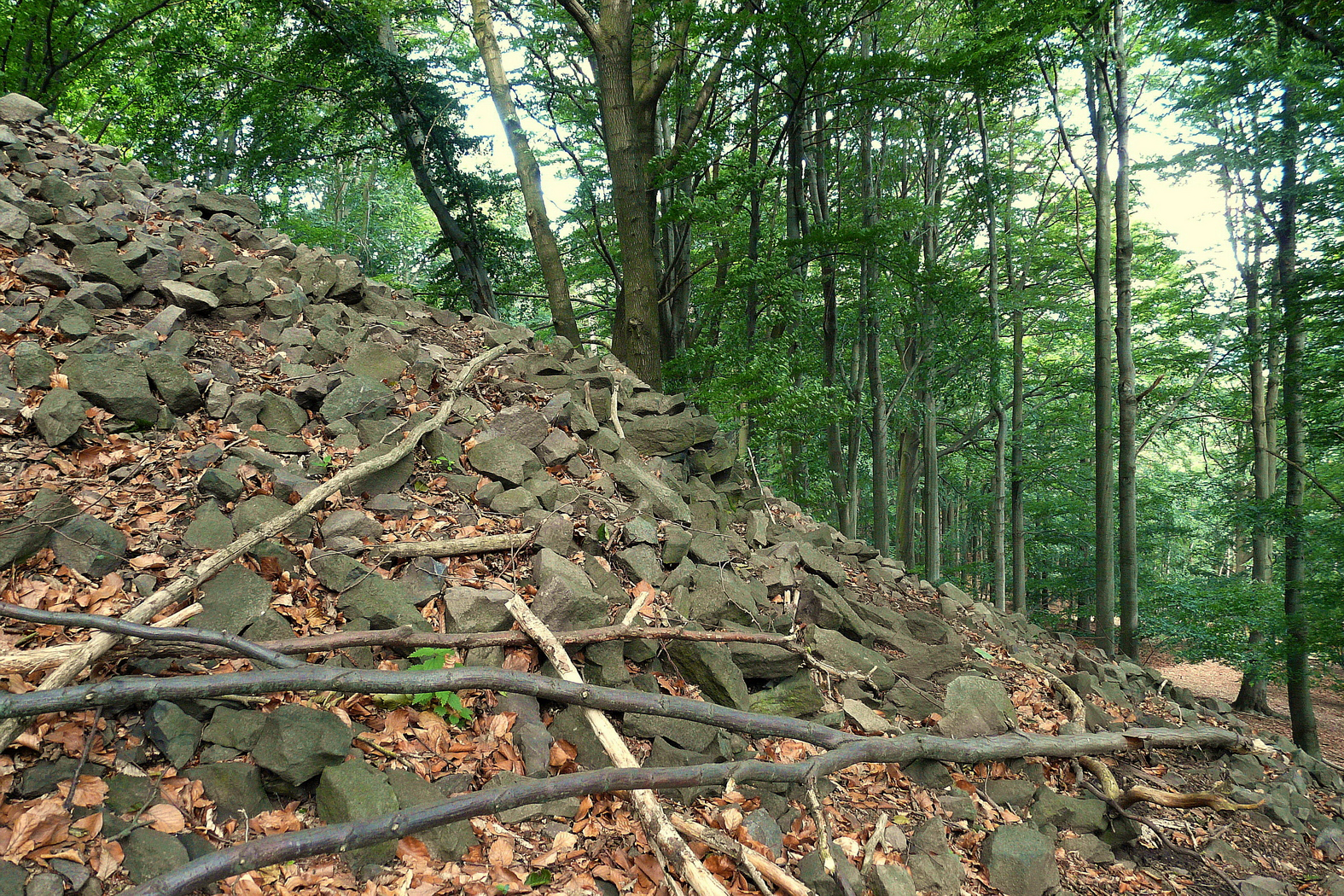
Čedičová suť Dubu

Na vrcholu stojí stožár navigační signalizace pro letiště Hradčany, používaný sovětskou armádou v době bývalého vojenského prostoru Ralsko. Z vrcholu je jen omezený výhled na malou část Ralské pahorkatiny a Ještědského hřbetu.

## Geomorfologické členění
Vrch náleží do celku Ralská pahorkatina, do podcelku Dokeská pahorkatina, do okrsku Provodínská pahorkatina a do podokrsku Hradčanská pahorkatina.

## Přístup
Vrch je oficiálně nepřístupný – nalézá se v oplocené oboře Velký Dub, ve které se chová dančí a mufloní zvěř.